# Мария Антония Баварска
Мария Антония Валпургис Симфороза Баварска (на немски: Maria Antonia Walpurgis Symphorosa von Bayern; * 18 юли 1724, Мюнхен; † 23 април 1780, Дрезден) от фамилията Вителсбахи, е баварска принцеса и чрез женитба курфюрстиня на Саксония (1763). След смъртта на съпруга ѝ е регент (1763 – 1768) на сина им Фридрих Август до неговото пълнолетие. Тя е меценат на изкуството, композитор, художничка и поетеса.

## Биография
Мария Антония е най-възрастната дъщеря на курфюрст и по-късен император Карл VII Албрехт (1697 – 1745) и съпругата му Мария Амалия (1701 – 1756), дъщеря на император Йозеф I. По-малката ѝ сестра Мария Йозефа се омъжва през 1765 г. за император Йозеф II. Нейният брат Максимилиан III Йозеф е курфюрст на Бавария.
На 20 юни 1747 г. в Дрезден Мария Антония се омъжва за първия си братовчед курфюрст Фридрих Христиан (1722 – 1763) от линията Албертини на род Ветини, кралски принц на Полша и от 5 септември 1763 г. курфюрст на Саксония. Фридрих Христиан умира от шарка след 74 дена успешно управление на 17 декември 1763 г. Тя поема регентството заедно със зет си Франц Ксавер Саксонски до 1768 г.
Тя композира и участва в представления в двора като певица и чембалистка. През 1747 г. е приета в Академия дел’Аркадия в Рим, и взема псевдонима „ЕТПА“ (Ермелинда Талеа Пасторела Аркадия). Заедно със сестра си Мария Анна Баварска и снаха си Мария Анна Саксонска през 1773 г. тя превежда на немски драмата „L'Indigent“ на Мерсие под името „Der Nothleidende“.
Умира на 55-годишна възраст е Дрезден. Погребана е в дворцовата църква Хофкирхе.

## Деца
Мария Антония и Фридрих Христиан имат децата:
- син (*/† 9 юни 1748, Дрезден, умира след раждането му)
- Фридрих Август III/I (1750 – 1827), курфюрст и по-късно крал на Саксония, избран крал на Полша и херцог на Варшава

∞ 1769 г. Амалия фон Пфалц-Цвайбрюкен-Биркенфелд-Бишвайлер (1752 – 1828), дъщеря на пфалцграф Фридрих-Михаел фон Пфалц-Цвайбрюкен
- Карл (1752 – 1781), принц на Саксония
- Йозеф (1754 – 1763), принц на Саксония
- Антон (1755 – 1836), крал на Саксония
- Мария Амалия (1757 – 1831)

∞ Карл II Аугуст (1746 – 1795), херцог на Пфалц-Цвайбрюкен
- Максимилиан (1759 – 1838), наследствен принц на Саксония

1. ∞ 1792 г. Каролина от Бурбон-Парма (1770 – 1804), принцеса от Бурбон-Парма, дъщеря на херцог Фердинанд I Пармски и Мария Амалия, дъщеря на Мария Терезия
2. ∞ 1825 г. Мария Луиза от Бурбон-Парма (1802 – 1857), принцеса от Бурбон-Парма, дъщеря на крал Лудвиг I от Етрурия и инфантата Мария-Луиза Испанска

- Тереза Мария (1761 – 1820), принцеса от Саксония
- син (*/† 1762, роден мъртъв)

## Произведения
- Опери:
  - Il trionfo della fedeltá, премиера през лятото 1754 в Дрезден
  - Talestri, Regina delle Amazzoni, премиера на 6 февруари 1760 или 1763 в Нимфенбург
- Други произведения:
  - Текст за ораторията La conversione di S. Agostine от Йохан Адолф Хасе, 1750
  - Текстове за кантати от Хасе, Дженаро Мана и Джовани Алберто Ристори
  - Кореспонденция с Фридрих Велики